# Altica opacifrons
Altica opacifrons es una especie de  coleóptero de la familia Chrysomelidae. Fue descrita científicamente por primera vez en 1938 por Lindberg.